# Sean Pangelinan
Sean Pangelinan (11 marzo 1987) è un canoista statunitense che compete per il territorio di Guam.

## Biografia
Ha rappresentato Guam ai Giochi olimpici di Pechino 2008, nei concorsi del C1 1000 metri e C1 500 metri maschile, concludendo rispettivamente all'ottavo ed al nono posto.